# 小行星7298
小行星7298（7298 Matudaira-gou）是一颗围绕太阳公转的小行星。1992年11月26日，鈴木憲藏、浦田武在丰田市发现了此天体。
这颗小行星的绝对星等为17.13954957925984等。